# Christian Kraus (Autor)

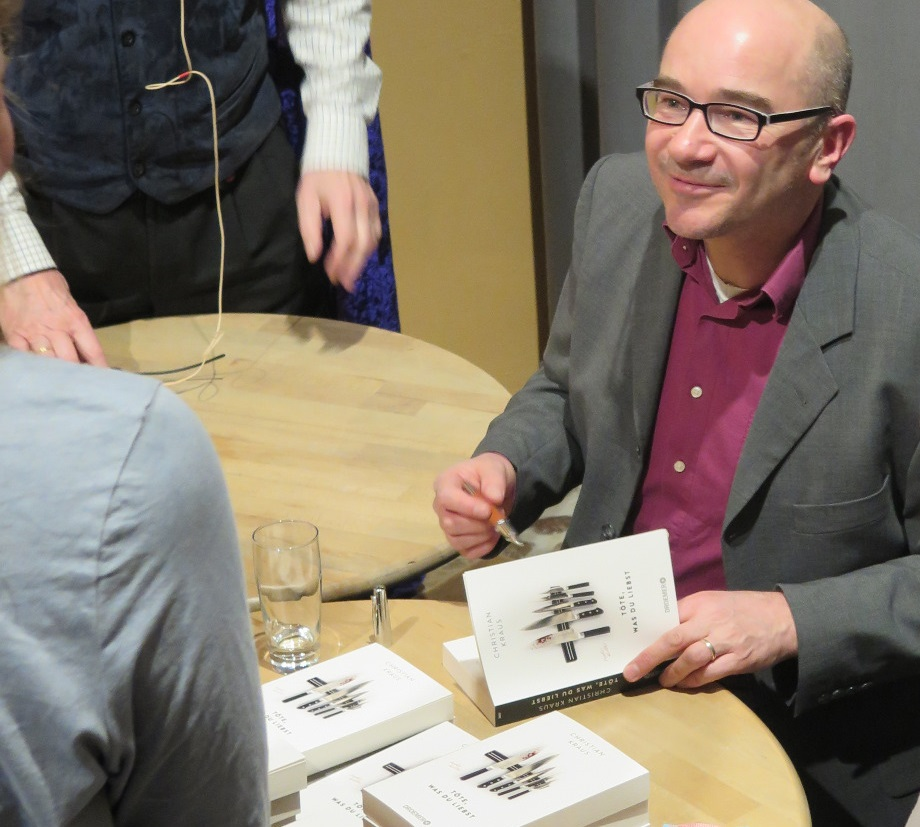
Christian Kraus bei einer Autogrammstunde in Ahrensburg 2019

Christian Kraus (geb. 1971 in Hamburg) ist ein deutscher Schriftsteller und Thrillerautor. Der promovierte Facharzt für Psychiatrie und Psychotherapie arbeitet im Hauptberuf als Psychoanalytiker und Psychotherapeut in eigener Praxis in Hamburg.

## Leben und Werk
Christian Kraus wurde 1971 in Hamburg geboren und wuchs im Hamburger Umland auf. Nach dem Abitur studierte er Medizin und absolvierte eine Ausbildung zum Facharzt für Psychiatrie und Psychotherapie an der Klinik und Poliklinik für Psychiatrie und Psychotherapie des Universitätsklinikums Hamburg-Eppendorf. Er spezialisierte sich in den Bereichen forensische Psychiatrie sowie Psychoanalyse und Sexualtherapie.
Mit dem Schreiben hat Christian Kraus bereits im Jugendalter begonnen. Während seiner Klinikzeit hat er eine Reihe wissenschaftlicher Arbeiten zu psychiatrischen Themen veröffentlicht, aber letztlich siegte die Leidenschaft für das belletristische Schreiben, in das er sein Wissen über die menschliche Psyche und deren Abgründe einfließen lässt.
2010 erschien sein Debütroman Der Seele dunkle Seite im Ellert & Richter Verlag. Nach dem Wechsel zu Droemer Knaur wurde er einem breiteren Publikum bekannt durch die Psychothriller Töte, was du liebst, Nichts wird dir bleiben, Tief wirst du schlafen und Tiefer als der Abgrund, die 2018, 2019, 2021 und 2023 erschienen. Die Darstellung der seelischen Konflikte der Protagonisten sowie die Ausgestaltung der Bösewichte, deren psychologischer Hintergründe, Schicksale und Tragik nehmen in seinen Romanen einen besonderen Raum ein.
Christian Kraus ist verheiratet und Vater einer Tochter. Er lebt mit seiner Familie im Osten Hamburgs.

## Werke

### Psychothriller
- Der Seele dunkle Seite. Ellert & Richter, Hamburg 2010, ISBN 978-3-8319-0387-0.
- Töte, was du liebst. Droemer TB, München 2018, ISBN 978-3-426-30607-9.
- Nichts wird dir bleiben. Droemer TB, München 2019, ISBN 978-3-426-30706-9.
- Tief wirst du schlafen. Droemer TB, München 2021, ISBN 978-3-426-30788-5.
- Tiefer als der Abgrund. Droemer TB, München 2023, ISBN 978-3-426-30908-7.

### Hörbuch
- Tief wirst du schlafen. Audiobuch, Freiburg 2023, gelesen von Frank Stieren, ISBN 978-8-727-09854-8.